# Ichak Finci
Ichak Finci (bolgarsko Ицхак Финци), bolgarski filmski in gledališki igralec, * 25. april  1933, Sofija, Bolgarija.
Najbolj je znan po svojih vlogah v filmih, kot so Prebrojavane na Divite Zajci / The Hare Census (1973), Vilna Zona / Villa Zone (1975), Šturec v uhoto / A Cricket in the Ear (1976), Elegija / Elegy (1982) in Gospodin za edin den / King for a Day (1983).

## Najpomembnejši filmi
- 1971 (Konec pesmi / Krajat na pesenta / The End of the Song)
- 1973 (Prebrojavane na Divite Zajci / The Hare Census)
- 1973 (Siromaško ljato / Indian Summer)
- 1975 (Vilna Zona / Villa Zone)
- 1976 (Šturec v uhoto / A Cricket in the Ear)
- 1982 (Elegija / Elegy)
- 1983 (Gospodin za edin den / King for a Day)
- 1996 (Zakasnjalo plnolunie / Belated Full Moon)